# Søren Keiser-Nielsen
Søren Keiser-Nielsen (født 27. september 1856 i Besser, død 8. februar 1926 i København) var en dansk politiker.
Keiser-Nielsen blev cand. theol. 1882 og var 1891-1913 sognepræst i Tågerup-Torslunde på Lolland. 1909-20 var han folketingsmand for Stubbekøbingkredsen og tilhørte Det radikale Venstre, var 1913-16 kultusminister og 1916-20 undervisningsminister i det andet Ministerium Zahle.